# La Bresse
La Bresse és un municipi francès, situat al departament dels Vosges i a la regió del Gran Est. L'any 2007 tenia 4.700 habitants.

## Demografia

### Població
El 2007 la població de fet de La Bresse era de 4.700 persones. Hi havia 1.996 famílies, de les quals 608 eren unipersonals (260 homes vivint sols i 348 dones vivint soles), 740 parelles sense fills, 592 parelles amb fills i 56 famílies monoparentals amb fills.
La població ha evolucionat segons el següent gràfic:
Habitants censats

### Habitatges
El 2007 hi havia 3.839 habitatges, 2.051 eren l'habitatge principal de la família, 1.589 eren segones residències i 199 estaven desocupats. 1.886 eren cases i 1.902 eren apartaments. Dels 2.051 habitatges principals, 1.441 estaven ocupats pels seus propietaris, 553 estaven llogats i ocupats pels llogaters i 57 estaven cedits a títol gratuït; 19 tenien una cambra, 161 en tenien dues, 389 en tenien tres, 426 en tenien quatre i 1.056 en tenien cinc o més. 1.679 habitatges disposaven pel capbaix d'una plaça de pàrquing. A 1.086 habitatges hi havia un automòbil i a 731 n'hi havia dos o més.

### Piràmide de població
La piràmide de població per edats i sexe el 2009 era:
| Homes | Edats   | Dones |
| ----- | ------- | ----- |
| 0     | 95 o +  | 12    |
| 8     | 90 a 94 | 32    |
| 20    | 85 a 89 | 80    |
| 28    | 80 a 84 | 48    |
| 68    | 75 a 79 | 112   |
| 104   | 70 a 74 | 116   |
| 128   | 65 a 69 | 192   |
| 172   | 60 a 64 | 196   |
| 104   | 55 a 59 | 104   |
| 172   | 50 a 54 | 188   |
| 148   | 45 a 49 | 144   |
| 172   | 40 a 44 | 168   |
| 204   | 35 a 39 | 168   |
| 164   | 30 a 34 | 180   |
| 196   | 25 a 29 | 108   |
| 160   | 20 a 24 | 100   |
| 148   | 15 a 19 | 124   |
| 128   | 10 a 14 | 156   |
| 196   | 5 a 9   | 132   |
| 128   | 0 a 4   | 116   |

## Economia
El 2007 la població en edat de treballar era de 2.915 persones, 2.158 eren actives i 757 eren inactives. De les 2.158 persones actives 1.982 estaven ocupades (1.096 homes i 886 dones) i 176 estaven aturades (86 homes i 90 dones). De les 757 persones inactives 341 estaven jubilades, 225 estaven estudiant i 191 estaven classificades com a «altres inactius».

### Ingressos
El 2009 a La Bresse hi havia 1.999 unitats fiscals que integraven 4.594,5 persones, la mediana anual d'ingressos fiscals per persona era de 17.215 €.

### Activitats econòmiques
Dels 346 establiments que hi havia el 2007, 6 eren d'empreses extractives, 4 d'empreses alimentàries, 2 d'empreses de fabricació de material elèctric, 2 d'empreses de fabricació d'elements pel transport, 32 d'empreses de fabricació d'altres productes industrials, 42 d'empreses de construcció, 62 d'empreses de comerç i reparació d'automòbils, 17 d'empreses de transport, 52 d'empreses d'hostatgeria i restauració, 3 d'empreses d'informació i comunicació, 16 d'empreses financeres, 20 d'empreses immobiliàries, 11 d'empreses de serveis, 57 d'entitats de l'administració pública i 20 d'empreses classificades com a «altres activitats de serveis».
Dels 79 establiments de servei als particulars que hi havia el 2009, 1 era una gendarmeria, 1 oficina de correu, 6 oficines bancàries, 1 funerària, 5 tallers de reparació d'automòbils i de material agrícola, 2 autoescoles, 7 paletes, 6 guixaires pintors, 10 fusteries, 3 lampisteries, 6 electricistes, 4 empreses de construcció, 5 perruqueries, 16 restaurants, 4 agències immobiliàries, 1 tintoreria i 1 saló de bellesa.
Dels 36 establiments comercials que hi havia el 2009, 2 eren supermercats, 1 un supermercat, 1 una botiga de més de 120 m², 5 fleques, 3 carnisseries, 1 una peixateria, 5 botigues de roba, 3 botigues d'electrodomèstics, 1 una botiga d'electrodomèstics, 10 botigues de material esportiu, 1 una botiga de material de revestiment de parets i terra, 1 una perfumeria i 2 floristeries.
L'any 2000 a La Bresse hi havia 33 explotacions agrícoles que ocupaven un total de 310 hectàrees.

## Equipaments sanitaris i escolars
El 2009 hi havia 2 farmàcies i 1 ambulància.
El 2009 hi havia 1 escola maternal i 3 escoles elementals. La Bresse disposava de 2 col·legis d'educació secundària amb 343 alumnes.

## Poblacions més properes
El següent diagrama mostra les poblacions més properes.